# Ras Roukse
Ras Roux (àrab: رأس صقلب, Raʾs Ṣaqlab; francès: Cap Roux) és el cap més occidental de Tunísia, situat uns 3 km al nord-oest de Tabarka. A la seva rodalia hi ha un far. Ha esdevingut un atractiu turístic.